# Harry Harrison
Harry Harrison (n. 12 martie 1925, Stamford⁠(d), Connecticut, SUA – d. 15 august 2012, Brighton, Anglia, Regatul Unit) a fost un autor american de literatură științifico-fantastică cel mai bine cunoscut pentru personajul Stainless Steel Rat și pentru romanul său Make Room! Make Room! (1966), după care s-a realizat filmul Soylent Green (1973). Împreună cu Brian Aldiss a fost președinte al Birmingham Science Fiction Group.
Brian Aldiss l-a numit „coleg și un prieten de familie”. Prietenul său, Michael Carroll, a spus: „Imaginați-vă Pirații din Caraibe sau Indiana Jones și căutătorii arcei pierdute că ar fi romane științifico-fictive. Sunt aventuri înfricoșătoare și totoadată sunt povestiri din inimă”.

## Opere (selecție)

### Romane
| An   | Titlu                                                       | Autor                                  | Serie                    | Note |
| ---- | ----------------------------------------------------------- | -------------------------------------- | ------------------------ | --- |
| 1960 | Deathworld                                                  | Harry Harrison                         | Deathworld               | |
| 1961 | The Stainless Steel Rat                                     | Harry Harrison                         | The Stainless Steel Rat  | |
| 1962 | Planet of the Damned                                        | Harry Harrison                         | Brion Brandd             | Variantă de titlu: Sense of Obligation (1967); serializat sub această variantă de titlu în 1961.                                         |
| 1964 | Vendetta for the Saint                                      | Leslie Charteris                       |                          | Ghostwritten by Harrison, credited to Leslie Charteris, and based upon Charteris's mystery series The Saint.                             |
| 1964 | Deathworld 2                                                | Harry Harrison                         | Deathworld               | Originally serialised as The Ethical Engineer                                                                                            |
| 1965 | Plague from Space                                           | Harry Harrison                         |                          | Expanded and reissued as The Jupiter Plague (1982)                                                                                       |
| 1965 | Bill, the Galactic Hero                                     | Harry Harrison                         | Bill, the Galactic Hero  | |
| 1966 | Make Room! Make Room!                                       | Harry Harrison                         |                          | Basis for the 1973 science fiction movie Soylent Green starring Charlton Heston                                                          |
| 1967 | The Technicolor Time Machine                                | Harry Harrison                         |                          | |
| 1968 | Deathworld 3                                                | Harry Harrison                         | Deathworld               | Originally serialised in 1968 as The Horse Barbarians)                                                                                   |
| 1969 | Captive Universe                                            | Harry Harrison                         |                          | |
| 1970 | The Daleth Effect                                           | Harry Harrison                         |                          | Variant title: In Our Hands, the Stars, 1970. Serialised 1969-70 under this variant title.                                               |
| 1970 | The Stainless Steel Rat's Revenge                           | Harry Harrison                         | The Stainless Steel Rat  | |
| 1970 | Spaceship Medic                                             | Harry Harrison                         |                          | |
| 1972 | Tunnel Through the Deeps                                    | Harry Harrison                         |                          | Variant title: A Transatlantic Tunnel, Hurrah!                                                                                           |
| 1972 | Montezuma's Revenge                                         | Harry Harrison                         | Tony Hawkin              | |
| 1972 | The Stainless Steel Rat Saves the World                     | Harry Harrison                         | The Stainless Steel Rat  | |
| 1972 | Stonehenge                                                  | Harry Harrison and Leon Stover         |                          | This version was heavily cut from the manuscript; 1983 edition, titled Stonehenge: Where Atlantis Died, restores the full original text. |
| 1973 | Star Smashers of the Galaxy Rangers                         | Harry Harrison                         |                          | |
| 1974 | Queen Victoria's Revenge                                    | Harry Harrison                         | Tony Hawkin              | |
| 1975 | The California Iceberg                                      | Harry Harrison                         |                          | |
| 1976 | Skyfall                                                     | Harry Harrison                         |                          | |
| 1977 | The Lifeship                                                | Harry Harrison and Gordon R. Dickson   |                          | Variant title: Lifeboat |
| 1978 | The Stainless Steel Rat Wants You                           | Harry Harrison                         | The Stainless Steel Rat  | |
| 1980 | Homeworld                                                   | Harry Harrison                         | To the Stars             | |
| 1981 | Wheelworld                                                  | Harry Harrison                         | To the Stars             | |
| 1981 | Starworld                                                   | Harry Harrison                         | To the Stars             | |
| 1981 | Planet of No Return                                         | Harry Harrison                         | Brion Brandd             | |
| 1982 | Invasion: Earth                                             | Harry Harrison                         |                          | |
| 1982 | The Stainless Steel Rat for President                       | Harry Harrison                         | The Stainless Steel Rat  | |
| 1982 | The QEII is Missing                                         | Harry Harrison                         |                          | |
| 1983 | A Rebel In Time                                             | Harry Harrison                         |                          | |
| 1984 | West of Eden                                                | Harry Harrison                         | Eden                     | |
| 1985 | A Stainless Steel Rat is Born                               | Harry Harrison                         | The Stainless Steel Rat  | |
| 1986 | Winter in Eden                                              | Harry Harrison                         | Eden                     | |
| 1987 | The Stainless Steel Rat Gets Drafted                        | Harry Harrison                         | The Stainless Steel Rat  | |
| 1988 | Return to Eden                                              | Harry Harrison                         | Eden                     | |
| 1989 | Bill, the Galactic Hero on the Planet of Robot Slaves       | Harry Harrison                         | Bill, the Galactic Hero  | |
| 1990 | Bill, the Galactic Hero on the Planet of Bottled Brains     | Harry Harrison and Robert Sheckley     | Bill, the Galactic Hero  | |
| 1991 | Bill, the Galactic Hero on the Planet of Tasteless Pleasure | Harry Harrison and David Bischoff      | Bill, the Galactic Hero  | |
| 1991 | Bill, the Galactic Hero on the Planet of Zombie Vampires    | Harry Harrison and Jack C. Haldeman II | Bill, the Galactic Hero  | |
| 1991 | Bill, the Galactic Hero on the Planet of Ten Thousand Bars  | Harry Harrison and David Bischoff      | Bill, the Galactic Hero  | Variant title: Bill, the Galactic Hero on the Planet of Hippies from Hell                                                                |
| 1991 | Bill, the Galactic Hero: The Final Incoherent Adventure     | Harry Harrison and David Harris        | Bill, the Galactic Hero  | |
| 1992 | The Turing Option                                           | Harry Harrison and Marvin Minsky       |                          | |
| 1993 | The Hammer and the Cross                                    | Harry Harrison and John Holm           | The Hammer and the Cross | "John Holm" is a pseudonym of Tom Shippey.                                                                                               |
| 1994 | The Stainless Steel Rat Sings the Blues                     | Harry Harrison                         | The Stainless Steel Rat  | |
| 1994 | One King's Way                                              | Harry Harrison and John Holm           | The Hammer and the Cross | "John Holm" is a pseudonym of Tom Shippey.                                                                                               |
| 1996 | The Stainless Steel Rat Goes to Hell                        | Harry Harrison                         | The Stainless Steel Rat  | |
| 1997 | King and Emperor                                            | Harry Harrison and John Holm           | The Hammer and the Cross | "John Holm" is a pseudonym of Tom Shippey.                                                                                               |
| 1998 | Stars and Stripes Forever                                   | Harry Harrison                         | Stars and Stripes        | |
| 1998 | Return to Deathworld                                        | Harry Harrison and Ant Skalandis       | Deathworld               | Only published in Russian and Lithuanian.                                                                                                |
| 1998 | Deathworld vs. Filibusters                                  | Harry Harrison and Ant Skalandis       | Deathworld               | Only published in Russian and Lithuanian.                                                                                                |
| 1999 | The Creatures from Hell                                     | Harry Harrison and Ant Skalandis       | Deathworld               | Only published in Russian and Lithuanian.                                                                                                |
| 1999 | The Stainless Steel Rat Joins the Circus                    | Harry Harrison                         | The Stainless Steel Rat  | |
| 2000 | Stars and Stripes in Peril                                  | Harry Harrison                         | Stars and Stripes        | |
| 2001 | Deathworld 7                                                | Harry Harrison and Mikhail Ahmanov     | Deathworld               | Only published in Russian and Lithuanian.                                                                                                |
| 2002 | Stars and Stripes Triumphant                                | Harry Harrison                         | Stars and Stripes        | |
| 2010 | The Stainless Steel Rat Returns                             | Harry Harrison                         | The Stainless Steel Rat  | |